# Telimena erythrinae
Telimena erythrinae är en svampart som beskrevs av Racib. 1900. Telimena erythrinae ingår i släktet Telimena och familjen Phyllachoraceae.   Inga underarter finns listade i Catalogue of Life.